# Menonvillea famatinensis
Menonvillea famatinensis är en korsblommig växtart som först beskrevs av Osvaldo Boelcke, och fick sitt nu gällande namn av Reed Clark Rollins. Menonvillea famatinensis ingår i släktet Menonvillea och familjen korsblommiga växter.

## Underarter
Arten delas in i följande underarter:
- M. f. famatinensis
- M. f. sphaerocarpa